# 稲葉なおと
稲葉 なおと（いなば なおと、1959年9月24日  - ）は、日本の紀行作家である。一級建築士。

## 略歴
- 東京都に生まれる。[1]
- 東京都立立川高等学校を卒業。東京工業大学工学部建築学科（篠原一男研究室）を卒業。
- 1995年、「マリオット・インターナショナル・ゴールデンサークル・アワード」受賞。
- 1998年、自らの海外でのホテル宿泊体験をつづった写真付きの短篇旅行記集『まだ見ぬホテルへ』を刊行。この本が紀行作家としてのデビュー作となる。
- 2000年に刊行した、自ら執筆のイラストを添えた長篇旅行記『遠い宮殿—幻のホテルへ』で2001年、JTB紀行文学大賞奨励賞受賞。以後、建築の専門家ならではの視点で選んだ国内外の名建築のホテル、旅館を題材に旅行記と写真を発表し続ける。
- 2006年、資生堂が銀座に保有する2つのギャラリー、資生堂ギャラリー及びハウス オブ シセイドウにおいて、約2カ月間に及ぶ初の合同企画展覧会「都市に生きるアール・デコ」展が開催された際、唯1人の招待作家として、初の写真展「ザ・ホテル」を2会場で同時開催。写真展開催に合わせて初の写真集『アール・デコ ザ・ホテル』を刊行。
- 2008年、松下電工（現パナソニック電工）の世界の名建築ホテル写真カレンダー、「The HOTEL」を手がける。 初の長編小説『ゼロ・マイル』を刊行。
- 2010年、初の児童文学『ドクター・サンタの住宅研究所』を刊行。
- 2011年、小学館から短編小説集『まだ見ぬホテルへ』を刊行。これは、日本経済新聞社および新潮社から刊行された同タイトルの旅行記集を加筆・修正し、書き下ろし6作品を加えたものである。
- 2013年、講談社より長編小説『サラの翼』を刊行。児童向け旅小説として発表されたが、その内容が社交ダンスにも大きく係わるものだったことから、ダンス愛好家の間でも話題となる[2]。集英社インターナショナルより『匠たちの名旅館』を刊行。
- 2014年、長編小説『０マイル』及び短編小説集『まだ見ぬホテルへ』が、カラー写真付き新装版で電子書籍化。解説は稲葉浩志。
- 2015年、バルカーカップ第16回統一全日本ダンス選手権（プロフェッショナル統一全日本ダンス選手権大会）において、基本コンセプトの立案及び会場構成などについてアドバイザーを務める。雑誌ダンスビュウにて、大学の競技ダンス部が舞台の長編小説『こころに翼を』を連載開始。
- 2016年より、バルカーカップ統一全日本ダンス選手権（プロフェッショナル統一全日本ダンス選手権大会）の公式ポスターを撮影。
- 2017年、マツコの知らない世界に「名建築宿」の案内人として出演。
- 2018年、雑誌サライ７月号にて、表紙及び特集「建築家の宿」を取材・執筆・撮影。グランドプリンスホテル新高輪のうずしおにて、ホテル竣工以来初となる写真展「スパイラル-頂上の舞闘会-」を開催。
- 2019年、講談社より長編小説『ホシノカケラ』を刊行。本書はデビュー20周年記念の長編小説[3]。
- 2020年、エクスナレッジより長編ノンフィクション『夢のホテルのつくりかた』を刊行。
- 2021年、講談社より児童小説『おはなしSDGs サクラの川とミライの道』を刊行。グランドプリンスホテル新高輪のうずしおにて、写真展を開催。
- 2022年、山陽新聞社より写真集『津山　美しい建築の街』を刊行。ポート アート＆デザイン津山にて写真展『津山　美しい建築の街』を開催。浪漫館ギャラリーにて写真展『津山　美しい建築の街』を開催。おかやま・ステーションギャラリーにて写真展『津山　美しい建築の街』を開催。グランドプリンスホテル新高輪のうずしおにて写真展「スパイラル-名建築で踊る-」を開催。児童小説『おはなしSDGs サクラの川とミライの道』が埼玉・冬休みすいせん図書に選ばれる。

## 人物
- 1992年頃から作家として執筆活動を開始し、現在まで建築文化の発展と啓発について広範かつ多彩な活動を展開してきた。ジャンルは、実用書、ガイドブック、ノンフィクション、紀行文学、エッセイ集、児童文学、小説、写真集にまで及び、多様な文体を駆使してきた。内容は、日常的な住まいと暮らしに関する啓発から、非日常的な旅の宿の空間的な魅力の発見、そして優れた建築の保存再生の評価にまで多岐にわたる。そして、いずれも建築の価値を広く社会一般に伝える重要な役割を果たしてきた[4]。
- マンションにおいてはいかに管理が重要かを説き、マンションの本当の価値について、「田の字マンション」や「羊かん切りマンション」、「戸建て感覚」や「横縞マンション」など、オリジナルの造語を使った説明・解説を行う。
- 父は獣医師で医学博士の稲葉右二。
- いとこにロックユニット「B'z」のヴォーカルである稲葉浩志がいる。二人の交流は深く、稲葉浩志のソロ・ライブ・ツアー「en」のパンフレットでは二人の対談が掲載された。また、新潮文庫版『まだ見ぬホテルへ』の巻末解説では、稲葉浩志による稲葉なおと評が、雑誌「月刊カドカワ」や雑誌「switch」においては、稲葉なおとによる稲葉浩志の素顔が語られている。
- 岡山県津山市のレストラン「リストワール津山」にある「稲葉浩志津山ファンクラブルーム」に、稲葉なおとによる「津山で出会った少年」というタイトルのエッセイが飾られており、稲葉浩志の幼年時代の思い出について書かれている。
- 中学校時代のバンド仲間に作曲家の佐橋俊彦がいる。
- 葉加瀬太郎がナビゲーターを務める番組ANA WORLD AIR CURRENTには2004年の初出演以来、たびたび出演。
- 2016年に、BS-TBS 極上のクルーズ紀行の「新旧・名建築探訪クルーズ〜陽気なイタリア大型客船で巡る紺碧の西地中海～」に出演以降、TBS マツコの知らない世界では「マツコの知らない名建築宿の世界」に、東海テレビ スタイルプラスにおいても、名建築宿の案内人としてテレビ出演を継続。
- 2020年に、テレビ東京 新美の巨人たちに、名建築ホテルの案内人として出演。
- 2021年に、BS日テレ バカリズムの大人のたしなみズムに、建築のたしなみストとして出演。

## 受賞歴
- 1995年エジプトのホテル他、世界の名建築ホテルについての旅行記に対して「マリオット・インターナショナル・ゴールデンサークル・アワード」受賞。
- 2000年 『遠い宮殿　ー幻のホテルへ』で第10回JTB紀行文学大賞奨励賞を受賞
- 2019年 「永年にわたる一般ジャーナリズムでの執筆活動を通じた建築文化の発展と啓発に関する貢献」に対して日本建築学会賞文化賞を受賞

## 作品リスト
- 不動産屋の耳寄り話（1996年、講談社）
- 誤解だらけのマンション選び（1997年、講談社）
- まだ見ぬホテルへ（1998年、日本経済新聞社）
- 誤解だらけのマンション選び 2000—2001年版（1999年、講談社）
- 不動産営業マンに負けない本（2000年、講談社）
- 遠い宮殿ー幻のホテルへ（2000年、新潮社）
- 女が部屋を借りるとき（2001年、講談社）
- 高く売れるマンション、暴落するマンション（2001年、講談社）
- HOTELS（ホテルズ）（2002年、日本経済新聞社）
- 名建築に泊まる（2002年、新潮社）
- 遥かなるホテルへ（2003年、日本経済新聞社）
- まだ見ぬホテルへ（2003年、新潮社）
- ミッドナイト・ホテル（2004年、PHP研究所）
- 巨匠の宿（2004年、新潮社）
- アール・デコ ザ・ホテル（2006年、求龍堂）
- 近代名建築で食事でも（2007年、白夜書房）
- パパズ ホテル 日本ー家族で行く！ とっておきの旅ガイド（2007年、講談社）
- ゼロ・マイル（2008年、USEN）
- ドクター・サンタの住宅研究所（2010年、偕成社）
- 0マイル（2011年、小学館）
- まだ見ぬホテルへ（2011年、小学館）
- サラの翼（2013年、講談社）
- 匠たちの名旅館　平田雅哉・吉村順三・村野藤吾（2013年、集英社インターナショナル）
- 0マイル（2014年、カラー写真付き新装版電子書籍、小学館）
- まだ見ぬホテルへ（2014年、カラー写真付き新装版電子書籍、解説稲葉浩志）
- モデルルームをじっくり見る人ほど「欠陥マンション」をつかみやすい（2016年、小学館）
- ホシノカケラ（2019年、講談社）
- 夢のホテルのつくりかた（2020年、エクスナレッジ）
- おはなしSDGs サクラの川とミライの道（2021年、講談社）
- 津山　美しい建築の街（2022年、山陽新聞社）
- 絹の襷　富岡製糸場に受け継がれた情熱（2024年、慶應義塾大学出版会）

## 連載小説
- 2007年、株式会社USENの会報誌「With Music（ウイズ・ミュージック）」で、初の長編小説「Drive to the Hotel」の連載開始。またこの連載は有線の朗読番組でも放送され、1冊にまとまり『ゼロ・マイル』と改題して刊行され、『０マイル』と改題して小学館にて文庫化。さらに、カラー写真付きの新装版が、小学館より電子書籍化された。
- 2015年、雑誌ダンスビュウにて、大学の競技ダンス部が舞台の長編小説『こころに翼を』の連載開始。
- 2020年、SEIKOのホームページセイコー・ハートビート・マガジンにて時と音楽をテーマにした家族小説『トキノシラベ』を連載。

## 放送メディアへの出演

### テレビ番組
- BS-TBS 極上のクルーズ紀行に「新旧・名建築探訪クルーズ〜陽気なイタリア大型客船で巡る紺碧の西地中海～」の案内人として出演。
- TBS マツコの知らない世界に「マツコの知らない名建築宿の世界」の案内人として出演。
- 東海テレビ スタイルプラスに蒲郡クラシックホテルの建築について、案内・解説者として出演。
- 東海テレビ スタイルプラスに湯之島館の建築について、案内・解説者として出演。
- BS朝日 百年名家に熱海大観荘の建築について、案内・解説者として出演。
- テレビ東京 新美の巨人たちに金谷ホテルの建築について、案内・解説者として出演。
- BS日テレ バカリズムの大人のたしなみズムに建築のたしなみストとして出演。

### ラジオ番組
- 葉加瀬太郎がナビゲーターを務める番組ANA WORLD AIR CURRENTに2004年5月1日に初出演
- 葉加瀬太郎がナビゲーターを務める番組ANA WORLD AIR CURRENTに2007年9月15日
- 望月理恵がナビゲーターを務める番組ブルーオーシャンに2010年11月3日
- 葉加瀬太郎がナビゲーターを務める番組ANA WORLD AIR CURRENTに2010年12月11日
- 葉加瀬太郎がナビゲーターを務める番組ANA WORLD AIR CURRENTに2013年8月10日
- 板井麻衣子がナビゲーターを務める番組J-WAVE HOLIDAY SPECIAL FEEL THE WINDに2013年9月23日
- 渋谷和宏が編集長を務める番組ヒントに2016年9月11日
- 小川和也と南沢奈央がナビゲーターを務める番組トッパンフューチャリズムに2019年5月26日
- クリス智子がナビゲーターを務める番組グッドネイバーズに2019年6月3日
- 葉加瀬太郎がナビゲーターを務める番組ANA WORLD AIR CURRENTに2019年6月29日
- 武内陶子がナビゲーターを務める番組ごごカフェに2020年5月13日
- 小黒一三がナビゲーターを務める番組LOHAS TALKに2020年12月21日から12月24日まで４夜連続出演
- サッシャがナビゲーターを務める番組STEP ONEに2020年12月22日
- 夏目浩光がナビゲーターを務める番組GO!GO! らじ丸に2020年12月28日
- 森麻季がナビゲーターを務める番組ブルボン presents Shining Starに2021年1月31日、2月7日、２週連続出演
- クリス智子がナビゲーターを務める番組グッドネイバーズに2021年12月20日
- サッシャがナビゲーターを務める番組STEP ONEに2021年12月21日
- 武内陶子がナビゲーターを務める番組ごごカフェに2023年9月5日
- 小宮山雄飛と高山哲哉ががナビゲーターを務める番組まんまるに2024年6月25日
- 小黒一三がナビゲーターを務める番組LOHAS TALKに2024年7月8日から7月11日まで４夜連続出演